# Miss Marple (serial telewizyjny)
Miss Marple – seria filmów telewizyjnych zebranych w serial telewizji BBC złożony z 4 odcinków pilotowych nakręconych na przełomie lat 1984 i 1985. Na kolejne odcinki składały się epizody filmowe kręcone w oparciu o książki Agathy Christie opiewające przygody panny Jane Marple. Odtwórczynią tytułowej roli została Joan Hickson, która utożsamiana była przez lata z tą rolą. Serial zyskał wysokie uznanie, czego dowodem były kolejne odcinki nakręcane jeszcze do roku 1992. 
Od roku 2005 Oxford Educational rozpoczęło wydawać w Polsce kolekcję DVD zawierającą 9 odcinków serialu Agatha Christie: Panna Marple, będącego poniekąd sequelem tego tytułu, nakręconym w latach 2004-2006, gdzie główną odtwórczynią panny Marple stała się Geraldine McEwan. Kolekcja ta wydana przez Oxford Educational została poszerzona o serial kręcony od połowy lat 80. przez BBC.

## Spis filmów
| 1 | The Body In The Library              | Silvio Narizzano  | T.R. Bowen  | 26 grudnia 1984  | Noc w bibliotece                 |
| Kim jest martwa blondynka leżąca w bibliotece w posiadłości Gossington Hall państwa Bantry? Głównym podejrzanym jest właściciel, pan Arthur Bantry. Dolly Bantry zwraca się do swojej przyjaciółki, panny Jane Marple, by ta pomogła uwolnić od oskarżeń jej męża. Wkrótce zostaje znaleziona kolejna martwa dziewczyna. Występują: Joan Hickson (panna Marple), Gwen Watford (pani Dolly Bantry), Moray Watson (pułkownik Arthur Bantry), Valentine Dyall (Lorrimer), Karin Foley (Mary), Raymond Francis (sir Henry Clithering), Frederick Jaeger (konstabl pułkownik Melchett), David Horovitch (inspektor Slack), Ian Brimble (konstabl Lake), Sarah Whitlock (WPC), Anthony Smee (Basil Blake), Debbie Arnold (Dinah Lee), John Bardon (konstabl Bill Palk), Anne Rutter (pani Palk), Colin Higgins (Malcolm), Andrew Cruickshank (Conway Jefferson), John Moffatt (Edwards), Ciaran Madden (Adelaide Jefferson), Andrew Downer (Peter Carmody), Keith Drinkel (Mark Gaskell), Hugh Walters (pan Prescott), Jess Conrad (Raymond Starr), Trudie Styler (Josephine Turner), Sally Jane Jackson (Ruby Keene), Kathleen Breck (Bridget), Arthur Bostrom (George Bartlett), Sydney Livingstone (pan Brogan), Martyn Read (Hugo McLean), Stephen Churchett (Major Reeve), Astra Sheridan (Pamela Reeve), Karen Seacombe (Florrie Small). |                                      |                   |             |                  |                                  |
| 2 | The Moving Finger                    | Roy Boulting      | Julia Jones | 21 lutego 1985   | Zatrute pióro                    |
| Mieszkańcy Lymstock otrzymują anonimowe listy, które wprowadzają nerwową atmosferę do tego zacisznego miejsca. Po samobójstwie pani Simmington rozpoczyna się śledztwo. Ona również dostała list. |                                      |                   |             |                  |                                  |
| 3 | A Murder is Announced                | David Giles       | Alan Plater | 28 lutego 1985   | Morderstwo odbędzie się...       |
| W lokalnej gazecie podano ogłoszenie, z którego treści wynika iż zostanie popełnione morderstwo. Niespokojna społeczność Chipping Coleghorn jest jednak przekonana że anons jest zwykłym żartem, mającym na celu zaproszenie mieszkańców na przyjęcie, podczas którego faktycznie dokonała się zbrodnia. Panna Marple ze spokojem przygląda się sprawie. |                                      |                   |             |                  |                                  |
| 4 | A Pocket Full of Rye                 | Guy Slater        | T.R. Bowen  | 7 marca 1985     | Kieszeń pełna żyta               |
| Przedsiębiorca zostaje otruty jagodami cisa. Jednak to nie koniec morderstw. Wkrótce zostaje zamordowana również jego żona i służąca Gladys. W domu nieboszczyka zjawia się panna Marple, mieszkanka St. Mary Mead, twierdząc, że niegdyś znała Gladys i chce wyjaśnić okoliczności jej śmierci. Okazuje się, że morderstwa były popełniane zgodnie ze starym wierszykiem o kosach. Wszyscy podejrzewają, że morderca musi być szalony, ale panna Marple dostrzega w całej sprawie logikę. |                                      |                   |             |                  |                                  |
| 5 | The Murder At The Vicarage           | Julian Amyes      | T.R. Bowen  | 25 grudnia 1986  | Morderstwo na plebanii           |
| Proboszcz St. Mary Mead odkrywa w swoim gabinecie zwłoki pułkownika Protheroe. Do morderstwa przyznają się dwie osoby - wdowa i malarz. Jednak lista podejrzanych jest jeszcze dłuższa. Do akcji wkracza panna Jane Marple, przedstawiając zaskakujące rozwiązanie zagadki. Występują: Joan Hickson (panna Marple), Paul Eddington (wielebny Leonard Clement), Cheryl Campbell (Griselda Clement), Robert Lang (Colonel Protheroe), Polly Adams (Ann Protheroe), James Hazeldine (Lawrence Redding), David Horovitch (inspektor Slack), Norma West (pani Lestrange), Rosalie Crutchley (pani Price-Ridley), Tara MacGowran (Lettice Protheroe), Christopher Good (Christopher Hawes), Michael Browning (dr Haydock), Ian Brimble (sierżant Lake), Jack Galloway (Bill Archer), Rachel Weaver (Mary Wright), Barbara Hicks (panna Hartnell), Deddie Davies (pani Salisbury), Kathleen Bidmead (panna Wetherby), Tony Brandon (Fred Abbot), Kenneth Keeling (Ned Abbot). |                                      |                   |             |                  |                                  |
| 6 | Sleeping Murder                      | John Davies       | Ken Taylor  | 11 stycznia 1987 | Uśpione morderstwo               |
| Gwenda wraz ze swoim lubym po latach spędzonych w Nowej Zelandii wraca do Anglii, w rodzinne strony. Szybko udaje im się znaleźć przytulny dom, w którym mogą zamieszkać. Gwenda odnosi wrażenie, że zna to miejsce. Przypomina sobie okres, kiedy miała 2 lata, w którym to zniknęła jej przybrana matka. Postanawia poznać swoją historię bliżej. Odkopywanie historii przynosi jednak nieszczęście - ginie jedna z osób z nią związanych. Panna Marple ma wątpliwości, czy nie jest to przypadkiem uśpione morderstwo. Zaleca ostrożność, gdyż zazdrosna miłość sprzed lat mogła okazać się tragiczna. |                                      |                   |             |                  |                                  |
| 7 | At Bertram's Hotel                   | Mary McMurray     | Jill Hyem   | 25 stycznia 1987 | Hotel Bertram                    |
| Panna Jane Marple zatrzymuje się przy spokojnej londyńskiej ulicy, w samym sercu West Endu w hotelu Bertram. Miejsce to cenione jest za swój konserwatyzm i angielską elegancję, a jego klientelę stanowią przedstawiciele duchowieństwa, bogate wdowy i dziewczęta, jadące z zagranicznych ekskluzywnych szkół do domu. Wśród gości hotelowych jest międzynarodowy poszukiwacz przygód Bess Sedgwick i lady Selena Hazy, znająca przeszłość Bessa. I oto w tym szacownym miejscu zaczynają się dziać rzeczy dziwne, tajemnicze i niebezpieczne. Jeszcze tej nocy poszukiwacz przygód zostaje zamordowany, a lady Hazy staje się główną podejrzaną. Ale co wspólnego ma morderstwo ze zniknięciem starszego pastora, zatrzymującego się w hotelu oraz z serią kradzieży przez parę ostatnich miesięcy w starym budynku hotelu Bertram? |                                      |                   |             |                  |                                  |
| 8 | Nemesis                              | David Tucker      | T.R. Bowen  | 8 lutego 1987    | Nemezis                          |
| Występują: Joan Hickson (panna Marple), Peter Tilbury (Lionel Peel), Valerie Lush (Lavinia Glynne), Margaret Tyzack (Clothilde Bradbury-Scott), Anna Cropper (Anthea Bradbury-Scott), Bruce Payne (Michael Rafiel), Helen Cherry (panna Elizabeth Temple), John Horsley (profesor Wanstead), Joanna Hole (Madge), Jane Booker (panna Cooke), Alison Skilbeck (panna Barrow), Roger Hammond (pan Broadribb), Patrick Godfrey (pan Schuster), Ann Queensberry (panna Wimpole), Diane Agnew (recepcjonistka), Frank Gatliff (Jason Rafiel), Barbara Franceschi (panna Kurnowitz), Peter Copley (archidiakon Brabazon), Liz Fraser (pani Brent), Jackie Downey (Florence), Jonathan Adams (Carter), Oliver Parker (londyński policjant), David Blake Kelly (włóczęga), Marlene Sidaway (pani Trollope), Jonathan Stephens (policjant), Roger Booth (pan Pelham), Reginald Stewart (pan Hallowes). |                                      |                   |             |                  |                                  |
| 9 | 4:50 from Paddington                 | Martyn Friend     | T.R. Bowen  | 25 lutego 1987   | 4.50 z Paddington                |
| 10 | A Caribbean Mystery                  | Christopher Petit | T.R. Bowen  | 25 grudnia 1989  | Karaibska tajemnica              |
| Siostrzeniec panny Marple wysyła ciotkę na luksusowe wakacje na Barbados. Czas odpoczynku przerywa tragiczna śmierć amerykańskiego majora Palgrave'a, który wraz z nią podróżował. Panna Marple musi szybko rozwiązać tajemnicę jego śmierci, ponieważ dochodzi do kolejnego morderstwa. |                                      |                   |             |                  |                                  |
| 11 | They Do It With Mirrors              | Norman Stone      | T.R. Bowen  | 29 grudnia 1991  | Strzały w Stonygates             |
| Panna Jane Marple odwiedza swoją przyjaciółkę z wczesnej młodości, Carrie Louise Serrocold. Mieszkająca w posiadłości Stonygates wielopokoleniowa rodzina stanowi dla panny Marple pożywkę dla wyobraźni. Tajemniczą i trudną atmosferę w domu wzmaga sąsiedztwo placówki dla trudnej młodzieży, która jest prowadzona przez męża Carrie, Lewisa Serrocolda. Nieoczekiwany zjazd rodzinny wywołuje wiele spięć, co nieuchronnie musi doprowadzić do tragedii - padają strzały i ginie pasierb pani Serrocold. Prosta droga w poszukiwaniu sprawcy wiedzie do domu poprawczego, który przylega do rezydencji Serrocold. Jednak bardzo szybko okazuje się ona zbyt prosta. |                                      |                   |             |                  |                                  |
| 12 | The Mirror Crack'd From Side To Side | Norman Stone      | T.R. Bowen  | 27 grudnia 1992  | Zwierciadło pęka w odłamków stos |
| Występują: Joan Hickson (panna Marple), Claire Bloom (Marina Gregg), Barry Newman (Jason Rudd), Norman Rodway (dr Gilchrist), Elizabeth Garvie (Ella Zeilinsky), John Cassady (Giuseppe Murano), David Horovitch (superintendent Slack), John Castle (inspektor Craddock), Ian Brimble (sierżant Lake), Gwen Watford (pani Dolly Bantry), Judy Cornwell (Heather Badcock), Christopher Hancock (Arthur Badcock), Margaret Courtenay (panna Knight), Anna Niland (Cherry Baker), Rose Keegan (Gladys Dixon), Rhoda Lewis (pani Brogan), Christopher Good (Christopher Hawes), Barbara Hicks (panna Hartnell), Celia Ryder (pani Hopkins), Jon Croft (Inch), Vince Rayner (zarządca stacji), Constantine Gregory (Ardwyck Fenn), Glynis Barber (Lola Brewster), Michael Stroud (Delancey), Stuart Harrison (Court Equerry), Amanda Elwes (Margot Bence), Reggie Oliver (Chris), T.R. Bowen (Raymond West / Trevor Bowen). |                                      |                   |             |                  |                                  |